# Ytste Tindefjellfossen
Ytste Tindefjellfossen er et vandfald i Bødalen i Stryn kommune i Vestland fylke i Norge. Den ligger i Kloppelva, der er en biflod til Bødalselva i Loenvassdraget. Vandfaldet får vand fra Tindefjellbreen og har to fald, det øverste kommer direkte fra gletcheren, og det andet er en hestehalefos, som falder 380 meter ned i dalen.